# Ratusz w Ujściu
Ratusz w Ujściu – ratusz został wybudowany w 1903 roku. Reprezentuje styl eklektyczny. Mieści się przy placu Wiosny Ludów.
Jest to piętrowa budowla posiadająca wysoki trzyspadowy ceramiczny dach. Została wybudowana na planie trapezu. Posiada bogatą dekorację architektoniczną. Na fasadzie głównej znajdują się półkoliste opkna na parterze umieszczone w profilowanych opaskach. Wejście do ratusza posiada pilastry, nad nim mieści się wykusz z wąskimi oknami pokryty hełmem. Ratusz posiada również balkon, nad którym mieści się trójkątny szczyt otoczony gzymsem,zakończony szczycikiem z kulą. Na szczycie umieszczona jest tarcza zegarowa i data budowy ratusza.
Obecnie jest siedzibą Urzędu Miasta i Gminy.